# 280年代
280年代（にひゃくはちじゅうねんだい）は、西暦（ユリウス暦）280年から289年までの10年間を指す十年紀。